# Emil von Behring
Emil Adolf von Behring, före 1901 Behring, född 15 mars 1854 i Hansdorf, Västpreussen, död 31 mars 1917 i Marburg, var en tysk läkare och bakteriolog. 
Efter att ha arbetat som assistent under Robert Koch fick von Behring 1893 professors titel och blev kort därefter utnämnd till professor i hygien i universitetet i Halle. År 1895 övertog han ledningen för Institut für experimentelle Therapie und Hygiene vid universitetet i Marburg och upptäckte under sitt arbete, att organismen har en förmåga att bilda motgifter mot bakteriegifter. 
Hans upptäckter var grunden till immunitetsläran och de i dag så viktiga behandlingarna med vaccin och serum. De ledde också till framställningen av antidifteriserum, där de första försöken på människor ägde rum i slutet av 1891. Detta blev grunden för att Behring tilldelades det första Nobelpriset i fysiologi eller medicin 1901.
Bland hans arbeten märks Die praktischen Ziele der Blutserumtherapie (1892), Das Tetanusheilserum (1892), Die Geschichte der Diphterie (1893) samt Allgemeine Therapie der Infektionskrankheiten (1900).